# السقيلبية
السقيلبية مدينة سورية وهي مركز منطقة السقيلبية في محافظة حماة. تقع إلى الشمال الغربي من مدينة حماة وعلى مسافة 48 كم. بلغ عدد سكانها 13,920 نسمة في عام 2004 حسب إحصاء المكتب المركزي للإحصاء. ويُعد غالبية السكان مسيحيون.

## لمحة تاريخية
السقيلبية بحسب المصادر مدينة وجدت منذ أيام الآراميين وازدهرت مع ازدهار أفاميا التي تفه شمالها. هُجرت عدة مرات وأعيد عمارها، وآخر مرة هجرت فيها كان في منتصف القرن الثاني عشر الميلادي. حيث أتى عليها زلزال عام1157م.
“السقيلبية” كلمة آرامية تعني “المقاوم، المواجه، المقابل، العنيد” وهي تسمية جاءت من طبيعة موقعها ووظيفتها بالنسبة إلى حاضرة أفاميا، إذ كانت السقيلبية تُشكل موقعاً عسكرياً هاماً يواجه ويتصدى لجميع الغارات التي تستهدف أفاميا من جهة الجنوب.
“سلوقوبيلوس” (SELEUCOBELOS) معناها إما بوابة سلوقية أو سلوقية العاصي. يرجّح بعض الدارسين أنّ السقيلبية هي نفسها (سلوقوبيلوس SELEUCOBELOS التي أنشأها السلوقيون وقائدهم سلوقوس نيكاتور (312/280ق.م)، أحد قادة الإسكندر المقدوني.)(منهم الأستاذ أديب قوندراق، والدكتور محمد حربة والدكتور علي موسى، بينما يرى الدكتور جورج نحاس في كتابه الصادر سنة 2007ً” مكتشفات أثرية جديدة في سوريا الوسطى- الثانية بأنها دير شميّل) .
يرجح الدارسون بناء السقيلبية الحديثة اليوم، إلى مطلع القرن التاسع عشر الميلادي (الشيخ عبد الله سعيّد في مخطوطة تاريخ عمار السقيلبية الموضوع سنة 1946 ذكر عمار السقيلبية في سنة 1800 وكذلك الدكتور محمد حربة والدكتور علي موسى في كتابهما: محافظة حماة- د. علي حسن موسى- د. محمد خالد حربة-1985)[بحاجة لمصدر]
بينما يذهب البعض إلى منتصفه (أ.أديب قوندراق في كتابه – السقيلبية تاريخ وذاكرة- أديب قوندراق- مطبعة دار عكرمة 2001)
- في الصفحة 45 من كتابه يذكر الباحث أديب قوندراق مايلي[بحاجة لمصدر] :

جاءت الهجرة الأولى إلى السقيلبية- الحديثة- في أواسط القرن التاسع عشر من قرية جبلية تدعى عين الكروم وبنفس الوقت رافقها هجرات مماثلة من قرى مرداش، وعناب، وتلتها بعد وقت قصير هجرات من دباش وأرنبة وقلعة المضيق وعلى الأرجح أن تاريخ أول هجرة إلى السقيلبية يعود إلى سنة 1840 نقول على الأرجح لأننا لم نعثر على وثيقة خطية يمكن اعتمادها لتبيين تاريخ الهجرة الأولى وإنما نعتمد على التحليل المنطقي لعدد من الروايات على أن الهجرة الأولى تمت في عهد السلطان عبد المجيد .
لكنه في الصفحة 306 من كتابه يعود ويذكر أنها ترجع في بداية عمارها إلى أوائل القرن التاسع عشر.
تمركز السكان قديماً فوق التل وبنوا عليه بيوتهم الأولى من المحيط في البيئة الطين والخشب، وتشهد الآثار المكتشفة في السقيلبية على تطور زراعي وصناعي هام. فبالإضافة إلى الأواني الفخارية المتعددة الأشكال التي تم العثور عليها في منطقة التل، عثر أيضاً لمعاصر زيتون من العهد الروماني تدل على انتشار زراعة الزيتون في تلك المنطقة منذ العصور القديمة.

### تل السقيلبية - المدينة القديمة
جانب من المدينة القديمة، أبعاد السطح العلوي للتل بحدود 250 خ 330م تقريباً (حوالي70 ألف م2)
عندما مر بتلِّها الباحث المهندس أحمد وصفي زكريا منتصف عشرينيات القرن الماضي وصفها بقوله: السقيلبية ذات الدور البيضاء، وهي كبيرة، وأهلها روم أرثوذكس يبلغون الألفين، وقد اشتهرت حنطتهم بالجودة تتخذ للبذر في أكثر الديار الحموية”
وحين زارها المستشرق الألماني إدوار ساخا ومكث فيها ليوم واحد من بعد ظهر الثلاثاء 28/تشرين الأول 1879 قال عنها في كتابه (رحلة إلى سوريا وبلاد النهرين):
القرية تتوج مسطحاً دائرياً لتل معزول يرتفع في السهل والذي يبلغ ارتفاعه ربما (100-150)قدماً. وهذا التل يعطي انطباعاً وكأنها صنعته يد إنسان.
في المساء دعيت إلى عرس. لقد مشيت وقدماي غارقتان في وحل القرية ووصلت إلى دار فلاح، في الساحة المربعة الموجودة أمام الدار التف كثير من الناس على جوانبها على الرغم من إن الأرض مبللة تماماً.
الإنارة كان يأتي بها ضوء القمر الذي كان يختبئ أحيانا خلف الغيوم. في وسط الدار أو (الباحة السماوية) رقص شبان وصبايا القرية وكانوا يغنون أغنية العرس، شكّل الراقصون حلقة نصفها من الشبان والنصف الآخر من الشابات، الحلقة هذه مفتوحة في محل واحد فقط وهذا المكان يقع بين أول وأعمر شاب وآخر وأصغر صبية. الرقص هو عبارة عن أن الناس في هذه الحلقة والتي يلتصق أعضاؤها يبعضهم وتتصالب زنودهم، يدورون في الحلقة بشكل بطيء وبقفزٍ إيقاعي دائم لكن بين الفينة والأخرى يندفعون جميعاً إلى مركز الدائرة وهم يدقون الأرض بعزم حتى ترتجف وكأنهم بذلك يريدون أن يلقوا كلمة حازمة بوجه مخلوق موجود هناك. قائد الرقص (الماسك على الأول) الأعمر والأول في حلقة الشبان وهو في العادة قريب العريس يتوخّى بشكل خاص في هذه المناسبة أن يقفز بشكل حماسي.
العروس لم تكن موجودة، بينما كان العريس حاضراً بين الضيوف. الرقص والغناء استمرا في رتابة لا نهاية لها.
يقول الأديب شريف الراس في كتابه للضاحكين فقط الذي وضعه سنة 1969 في بيروت مسترجعاً ذكرياته عن السقيلبية حين علّم فيها سنة 1950:(…أنينُ خشبِ البابِ الذي تهزُهُ رياح المطر يظلُ يذكرني بتلكَ القرية البعيدة البعيدة التي قضيتُ فيها أجملَ سنةٍ من حياتي، قبل عشرين سنة. كنت لا أزالُ فتىً، وقد ذهبتُ إلى تلك القريةِ النائية الغاطسةِ بالوحل لأشتغلَ معلماً فتعلمتُ ما هو أمتع وأغنى وأكثرُ التصاقاً بمعرفةِ الإنسانِ أضعافَ أضعاف ما قد علمتُ للأطفالِ من معلوماتٍ مدرسية باردة.
لا غابات ُصنوبر هناك ولا أشجارَ. بل سهولٌ حمراءٌ خصبةٌ، موحلةٌ في الشتاء عطشانةٌ في الصيف، وتلٌ ترابيٌ كبيرٌ. والقريةُ مبنيةٌ فوق التلِ، بيوتها الترابيةُ المتكئةُ على بعضِها، بأزقتها الضيقةِ جداً، بعتمتها الليلة، بالصمت الأسود الذي يلفُها مُنذُ تغيبُ شمسُ النهار. وعلى حواف التل بضعُ حواكيرَ مسيجةٍ بأشواكٍ بريةٍ. حواكيرَ صغيرةٍ فيها بصلٌ وبقدونس وونعنعٌ، وبضعُ شتلاتِ وردٍ ومنتور في الربيع….)

## حارات السقيلبية
1 - حارة التل
2 - حارة سلطانية.
3 - حارة سهم البيدر.
4 - حارة العبرة.